# Иткаябаши
Иткаябаши (карач.-балк. Ит-къая-баши — «вершина собачьей горы, или вершина горы, которая похожа/напоминает собаку, или голову собаки») — гора в Эльбрусском районе Кабардино-Балкарии в России.
Гора расположена на Скалистом хребте Большого Кавказа. Высота составляет 3197,7 метров над уровнем моря. В седловине между горами Иткаябаши и Соухаузкая на высоте 2610 метров над уровнем моря находится перевал Шиле.
От горы Иткаябаши вдоль Скалистого хребта на север до сельского поселения Карасу проходит западная граница государственного природного заказника «Кара-Су», а вдоль Скалистого хребта до горы Иткаябаши проходит южная граница заказника.
На водоразделе рек Черека Балкарского и Черека Безенгийского по горе Иткаябаши проходит Иткабаяшинская (Каменомостская, Армхимская) свита верхнего юрского периода.
Под куэстой горы Иткаябаши обитает тетерев кавказский (Lyrurus mlokosiewiczi). По опросным данным в указанной местности количество птиц данного вида достигает двух тысяч особей.
По верху скальных обрывов через гору Иткаябаши — тригонометрический пункт (3197.7) до точки с высотной отметкой 2609.4, расположенной в седловине, на полевой дороге у южного конца скальной цепи проходит граница сельского поселения Безенги и межселенной территории, а в 900 метрах севернее горы Иткаябаши расположен стык границ сельских поселений Безенги, Карасу и межселенной территории.